# Justicia latiflora
Justicia latiflora är en akantusväxtart som beskrevs av William Botting Hemsley. Justicia latiflora ingår i släktet Justicia och familjen akantusväxter. Inga underarter finns listade i Catalogue of Life.